# Les Chéris
Les Chéris ist eine Ortschaft und eine ehemalige französische Gemeinde mit 257 Einwohnern (Stand: 1. Januar 2022) im Département Manche in der Region Normandie. Sie gehörte zum Arrondissement Avranches und zum Kanton Pontorson.
Mit Wirkung vom 1. Januar 2016 wurden die früheren Gemeinden Ducey und Les Chéris zu einer Commune nouvelle mit dem Namen Ducey-Les Chéris fusioniert und haben in der neuen Gemeinde den Status einer Commune déléguée. Der Verwaltungssitz befindet sich im Ort Ducey.

## Lage
Nachbarorte von Les Chéris sind Marcilly im Nordosten, Isigny-le-Buat im Südosten, Ducey im Südwesten und Saint-Quentin-sur-le-Homme im Nordwesten.

## Bevölkerungsentwicklung
| Jahr      | 1962 | 1968 | 1975 | 1982 | 1990 | 1999 | 2008 | 2015 |
| --------- | ---- | ---- | ---- | ---- | ---- | ---- | ---- | ---- |
| Einwohner | 260  | 251  | 212  | 232  | 240  | 234  | 255  | 263  |